# Ai Mitsu

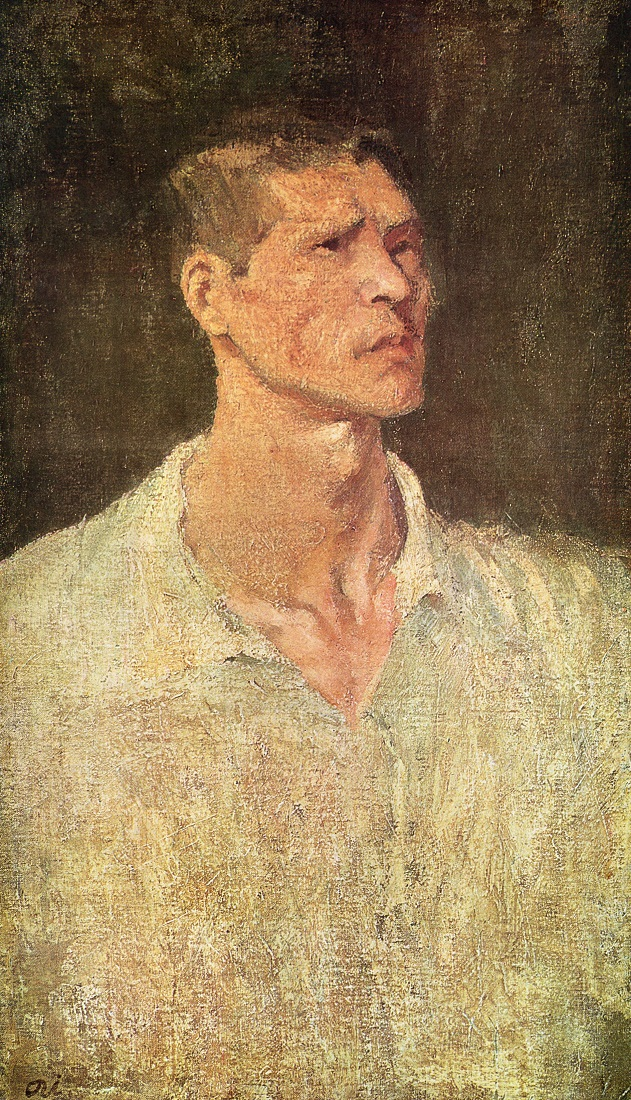
Selbstbildnis im weißen Hemd

Ai Mitsu (japanisch 靉 光; geb. 24. Juni 1907; gest. 19. Januar 1946), eigentlicher Name: Ishimura Nichirō (石村 日朗), war ein japanischer Maler im „westlichen Stil“ (Yōga) der Shōwa-Zeit.

## Leben und Werk
Ai Mitsu wurde in der Stadt Mibu in der Präfektur Hiroshima als zweiter Sohn eines Landwirtes geboren. Sein Onkel in Hiroshima nahm ihn als Pflegesohn auf, wo er die Oberschule besuchte. Nach Abschluss der Schule 1922, arbeitete er in einer Druckerei. 1924 zog er nach Ōsaka um, wo er die private Kunstschule Tensaiga-juku (天水彩画塾) besuchte und sich nun der Malerei widmete. Ab etwa dieser Zeit nannte er sich Aikawa Mitsurō, was er später zu „Ai Mitsu“ zusammenzog.
1925 zog er nach Tōkyō um, wo er sich im Stadtteil Taninaka niederließ und sich an der „Pazifischen Schule der Westmalerei“ (太平洋画研究所 Taiheiyōga kenyūsho) weiter bildete. Dabei wurde er vor allem durch die zeitgenössische französische Malerei beeinflusst. 1926 wurde zum ersten Mal auf der Nika-Ausstellung (二科展) eines seiner Bilder angenommen, und zwar „Montparnasse Ikebukuro“. Dort stellte er dann bis 1935 weiter Bilder aus.
Ai Mitsu befreundete sich mit Hasegawa Toshiyuki (長谷川 利行; 1891–1940) und Matsumoto Shunsuke und nahm Einflüsse des Fauvismus und Expressionismus auf. Ab 1935 beteiligte er sich an der „Ausstellung unabhängiger Kunst“ (独立美術展 Dokuritsu bijutsu-ten), wo 1936 sein Bild „Löwe“ (しし Shishi) ausgestellt wurde. Daraufhin malte er zwei Jahre nur Löwen-Bilder. Auf der 8. Ausstellung unabhängiger Kunst 1938, stellte er das Bild „Landschaft mit Auge“ (眼のある風景 Me no aru fūkei) aus, mit dem er einen Preis gewann und das ihn bekannt machte. In dieser Zeit reiste er nach Schanghai, bereiste dann die Nordostregion von China, interessierte sich für die klassische chinesische Kunst der Song- und Yuan-Zeit, aber auch für den Surrealismus.
1942 beteiligte sich Ai Mitsu an der Gründung der „Gruppe neuer Künstler“ (新人画会 Shinjin gakai), zusammen mit Tsuruoka, Matsumoto, Asō Saburō (麻生 三郎; 1913–2000) und anderen. Die Ausstellungen der Gruppe neuer Künstler zeigten eine Gegenposition zum damals herrschenden Faschismus an. Bilder aus dieser Zeit sind „Vögel“ (鳥 Tori), „Selbstbildnis mit Mütze“ (帽子をかむる自画像 Boshi o kamuru jigazō), „Selbstbildnis mit Ästen“ (のある自画像 Kozue no aru jigazō) und „Selbstbildnis im weißen Hemd“ (白衣の自画像 Hakui no jigazō). In dieser Zeit besuchte er dreimal die Mandschurei.
1944 wurde Ai Mitsu, kurz nach der Fertigstellung seines „Selbstporträt in weißem Hemd“, zum Militär eingezogen und starb gegen Ende des Pazifik-Krieges Anfang 1945 in Shanghai an Malaria und Amöbenruhr.
1945 gingen beim Atombomben-Abwurf auf Hiroshima die von Ai Mitsu dort gelagerten Bilder verloren.
Ai Mitsu ist trotz seiner kurzen aktiven Zeit mit seinem unabhängigen Werk in Japan unvergessen. 2007 widmete ihm das Nationalmuseum für moderne Kunst in Tōkyō eine Gedächtnisausstellung.

## Bilder

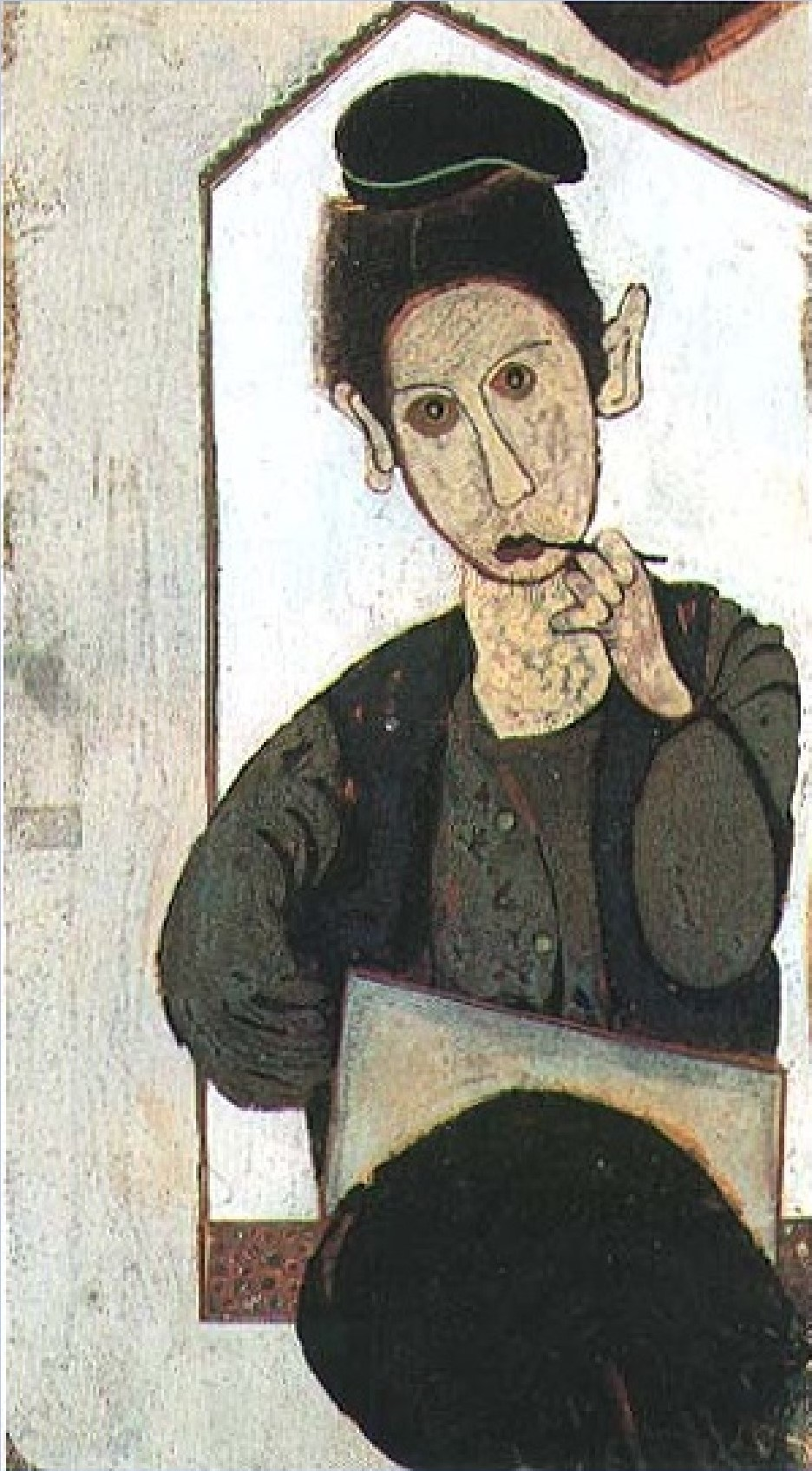
„Selbst“
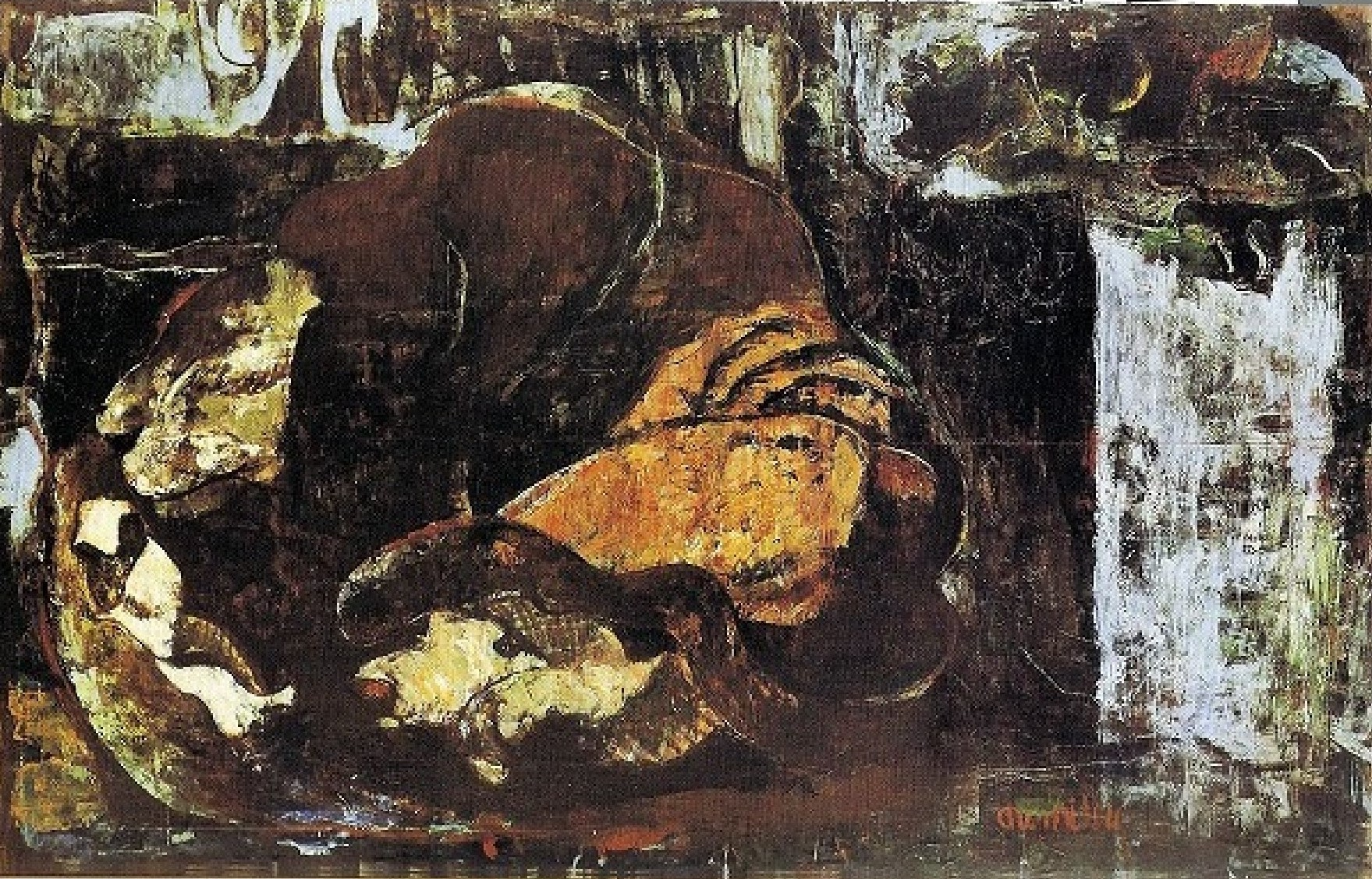
„Löwe“
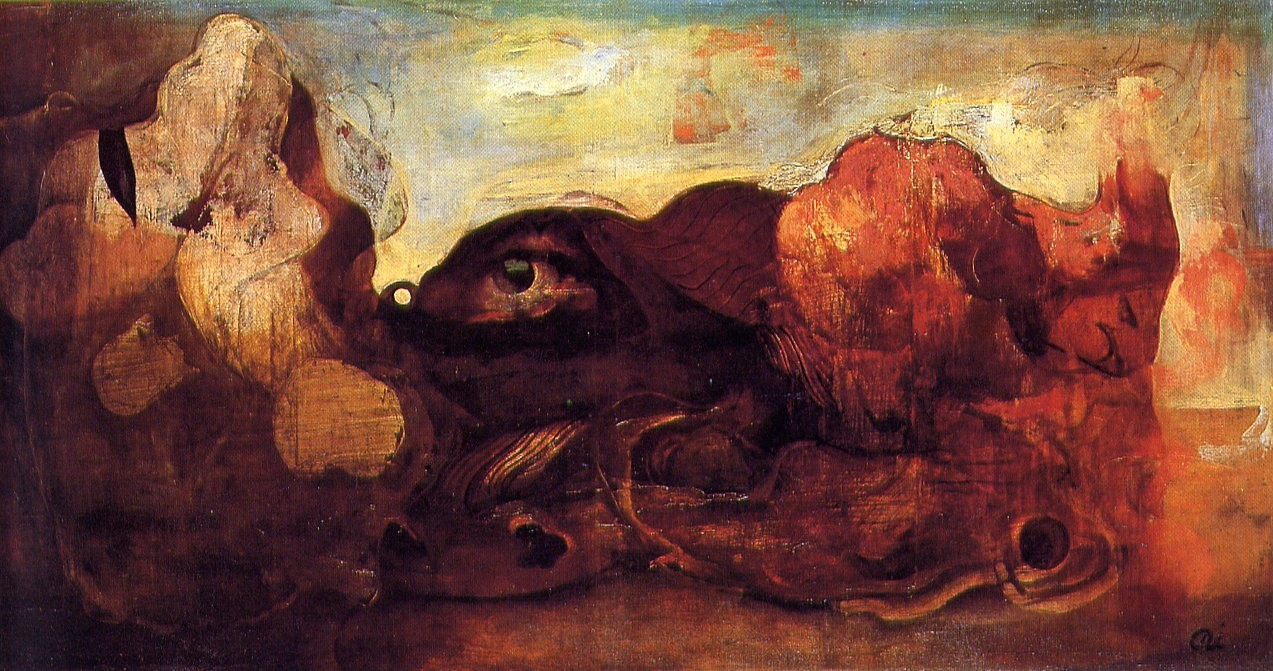
„Landschaft mit Auge“, 1938
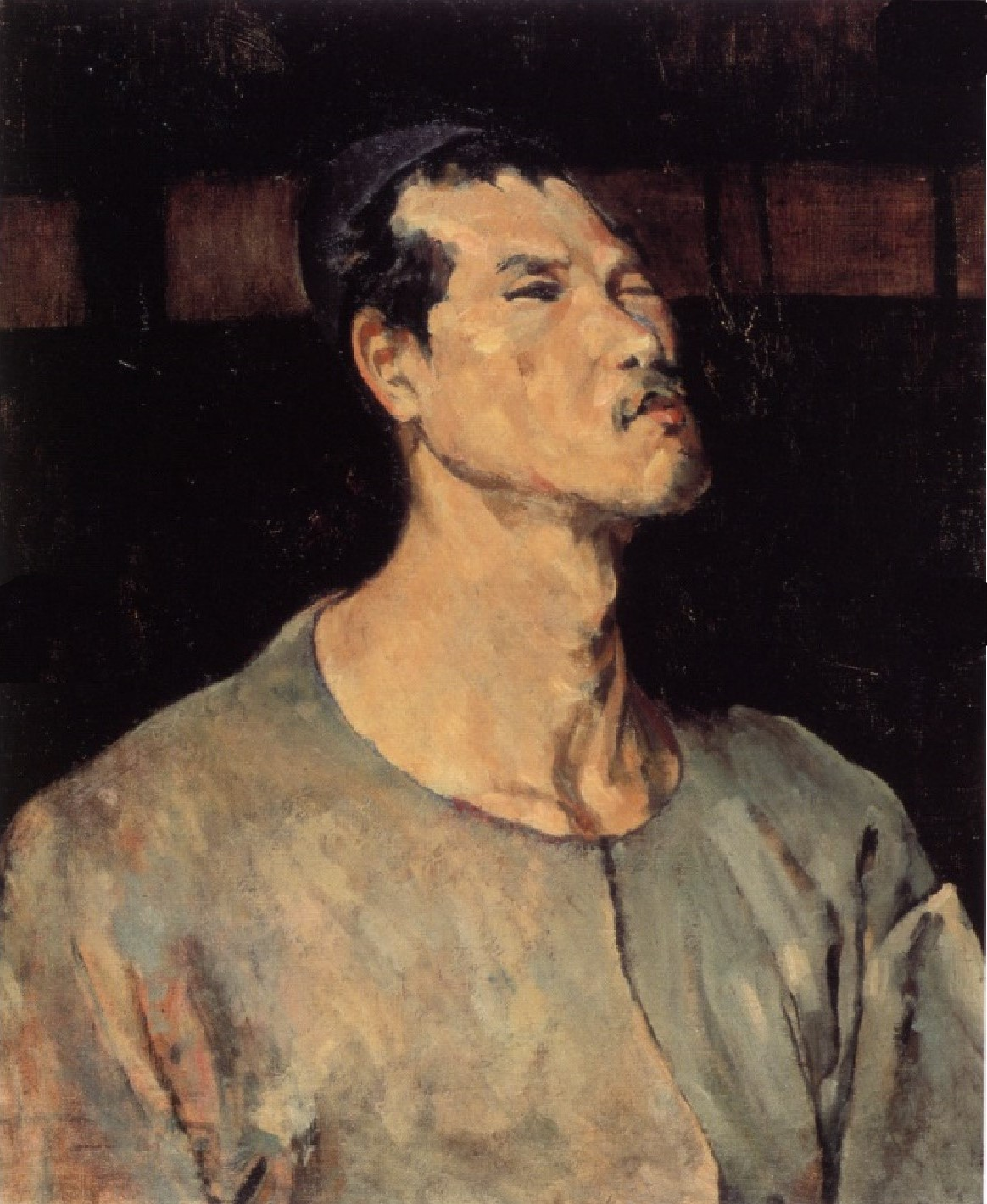
„Selbstbildnis mit Mütze“
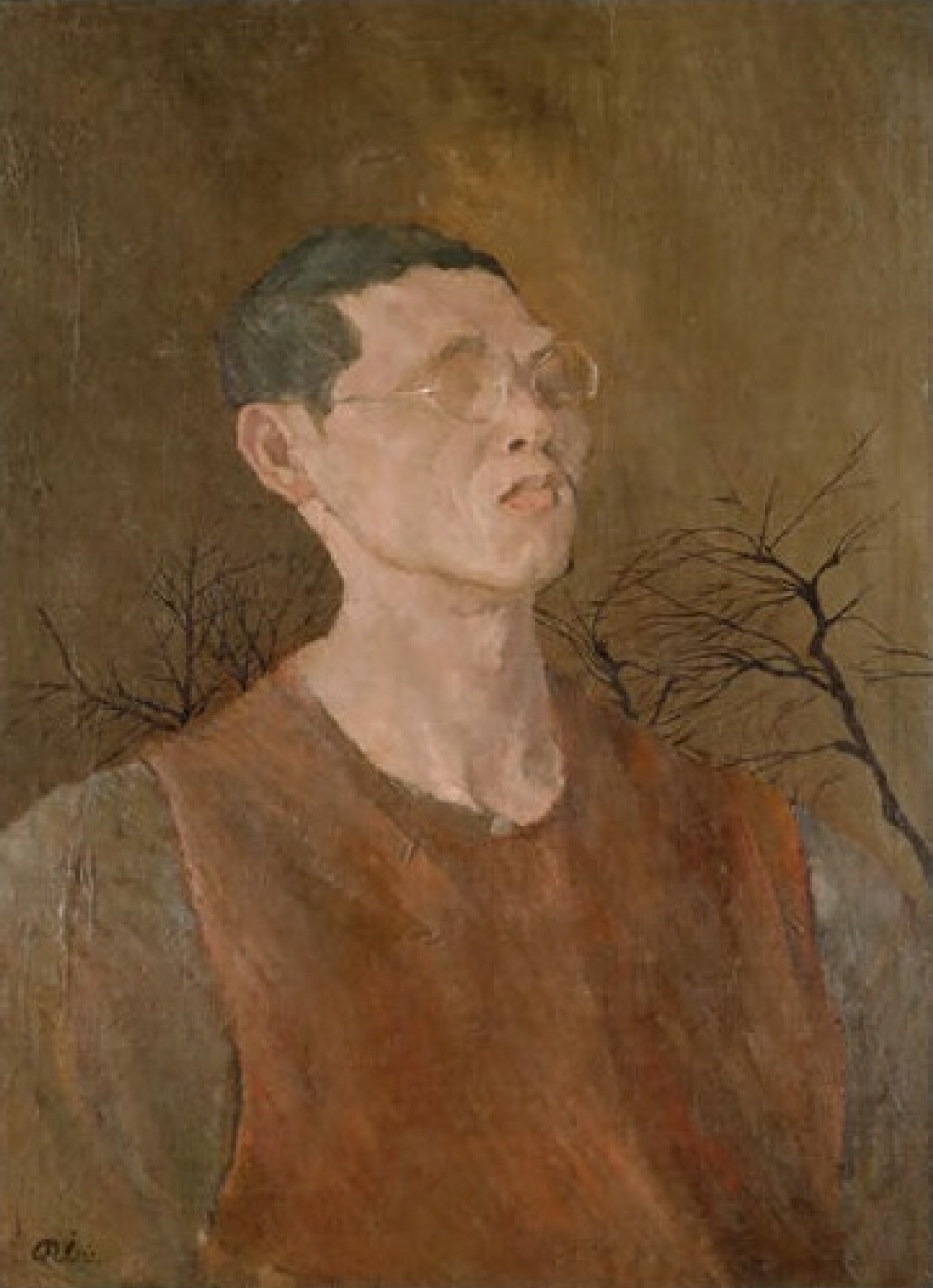
„Selbstbildnis mit Ästen“
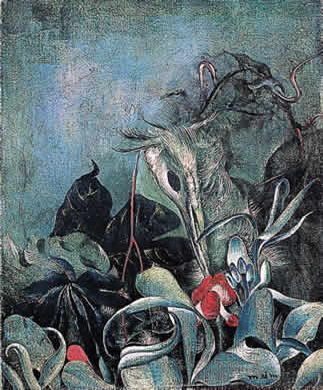
„Vögel“